# Большое Кузьминское (Владимирская область)
Большое Кузьминское — село в Кольчугинском районе Владимирской области России, входит в состав Бавленского сельского поселения.

## География
Село расположено в 4 км на северо-запад от центра поселения посёлка Бавлены и в 15 км на северо-восток от райцентра города Кольчугино.

## История
В первой половине XVII столетия половина села Кузьминского принадлежала стремянному конюху Михаилу Григорьевичу Титову, а другая половина была вотчиной братьев Ивана и Матвея Маклаковых и Флора Стромилова. Во второй половине XVII века и в XVIII веке Кузьминское значится во владении тех же фамилий, последней владелицей села была госпожа Стромилова. Церковь в селе исстари была в честь Рождества Пресвятой Богородицы. Она упоминается в окладных книгах патриаршего казенного приказа 1628 года. В 1820 году на средства помещицы Стромиловой и прихожан вместо деревянной построена каменная церковь с колокольней. Престолов в ней было два: холодный — в честь Рождества Пресвятой Богородицы и теплый — во имя Святителя и Чудотворца Николая. В 1893 году приход составлял: село Кзьминское, сельцо Малое Кузьминское, деревни: Товарково, Горшиха, Богданиха, Барыкино. Всех дворов в приходе 140, мужчин — 419, женщин — 513. С 1888 года в селе была открыта церковно-приходская школа, помещавшаяся в наемном доме.   
На карте Менде Владимирской губернии 1850 года отмечены село Кузминское, деревня Большая Кузминская (восточнее села) и сельцо Кузминское (в 1 км севернее села).
В списках населённых мест Владимирской губернии 1859 года указаны село Кузминское — 16 дворов, 71 жит., церковь православная; сельцо Кузминское (Малое Кузминское) — 21 двор, 147 жит. и деревня Кузминское — 40 дворов, 265 жит. 
В конце XIX — начале XX века село входило в состав Ильинской волости Юрьевского уезда. 
С 1929 года село Большое Кузьминское являлось центром Большекузьминского сельсовета Юрьев-Польского района, с 1965 года — в составе Кольчугинского района, с 2005 года — в составе Бавленского сельского поселения.

## Население
| 1859 | 1905 | 2002 | 2010 | 2013 | 2021 |
| ---- | ---- | ---- | ---- | ---- | ---- |
| 265  | ↗347 | ↗812 | ↘717 | ↗819 | ↘668 |

## Инфраструктура
В селе имеются Большекузьминская основная школа (новое здание построено в 2002 году), детский сад № 14, фельдшерско-акушерский пункт, дом культуры, отделение почтовой связи.

## Достопримечательности
В селе находится действующая Церковь Рождества Пресвятой Богородицы (1820).